# フェイスミュージックエンタテインメント
株式会社フェイスミュージックエンタテインメント（英文社名:FAITH MUSIC ENTERTAINMENT INC.）は、東京都渋谷区に本社を置く日本の芸能プロダクション、音楽関連会社。

## 沿革・概要
2000年3月に設立。
アーティストのマネジメントおよび音楽制作、音楽著作権の管理などを行っている。
代表取締役社長は、ZIGGY、LINDBERG、COBRAなどのマネージメントを手がけた田村克也が務めている。

## 所属アーティスト
※2022年7月現在
- SHISHAMO
- 映秀。
- 帝国喫茶

etc…

### レーベル
- andymori
- plenty

etc…

## かつて所属していたアーティスト
- エレファントカシマシ
- 寺岡呼人
- 175R

etc…

## 関連会社
- 株式会社フェイスミュージックパブリッシャーズ